# Mahmoud Khamees
Mahmoud Khamees (Abu Dabi, Emiratos Árabes Unidos; 28 de octubre de 1987) es un futbolista de los Emiratos Árabes Unidos que juega en la posición de lateral izquierdo con el Al-Wahda FC de la UAE Pro League.

## Carrera

### Club
| Periodo   | Club                   | Apariciones | Goles |
| --------- | ---------------------- | ----------- | ----- |
| 2008-2014 | Al-Wahda FC            | 86          | 4     |
| 2014–2022 | Al-Nasr SC             | 148         | 9     |
| 2022      | → Al-Wahda FC (cedido) | 19          | 0     |
| 2022–     | Al-Wahda FC            | 2           | 0     |

### Selección nacional
Jugó para Emiratos Árabes Unidos en 56 ocasiones de 2007 a 2022 y anotó dos goles; participó en la Copa Asiática 2011.

## Logros
- UAE Pro League (1): 2009-10
- Supercopa de los Emiratos Árabes Unidos (1): 2011
- Copa Presidente de Emiratos Árabes Unidos (1): 2014-15
- Copa de Liga de los Emiratos Árabes Unidos (2): 2015, 2020

## Estadísticas

### Goles con selección nacional
| #  | Fecha     | Sede                                                | Rival   | Marcador | Resultado | Torneo                                               |
| -- | --------- | --------------------------------------------------- | ------- | -------- | --------- | ---------------------------------------------------- |
| 1. | 6-9-2011  | Camille Chamoun Sports City Stadium, Beirut, Líbano | Líbano  | 1–0      | 1–3       | Clasificación para la Copa Mundial de Fútbol de 2014 |
| 2. | 15-6-2021 | Zabeel Stadium, Dubái, Emiratos Árabes Unidos       | Vietnam | 3–0      | 3–2       | Clasificación para la Copa Mundial de Fútbol de 2022 |